# Junonia thero
Junonia thero är en fjärilsart som beskrevs av Hans Fruhstorfer 1912. Junonia thero ingår i släktet Junonia och familjen praktfjärilar. Inga underarter finns listade i Catalogue of Life.